# Districte de L'Argentièira
El Districte de L'Argentièira és un dels tres districtes del departament de l'Ardecha, a la regió d'Alvèrnia-Roine-Alps. Té 14 cantons i 148 municipis. El cap del districte és la sotsprefectura de L'Argentièira.

## Cantons
- cantó d'Entraigas (Ardecha)
- cantó d'Aubenàs
- cantó de Burzet
- cantó de Cocoron
- cantó de Juèsa
- cantó de L'Argentièira
- cantó de Los Vans
- cantó de Montpesat
- cantó de Sant Estève de Ludarès
- cantó de Tuèits
- cantó de Vaugòrja
- cantó de Valon
- cantó de Vals
- cantó de Vilanòva de Berg